# Oued Taourira
Oued Taourira (em árabe: وادى تاوريرة) é uma comuna localizada na província de Sidi Bel Abbès, Argélia. De acordo com o censo de 2008, a população total da cidade era de 3 980 habitantes.